# Álvaro Rodríguez Pérez
Álvaro Rodríguez Pérez (Fuenlabrada, Madrid, 22 de julio de 1994) más conocido como Álvaro Rodríguez, es un futbolista español que juega de lateral derecho en las filas del Albacete Balompié de la Segunda División de España.

## Trayectoria
Nacido en Madrid, Álvaro es un lateral derecho que comenzó su trayectoria como futbolista en la Comunidad de Madrid. Lo hizo formando parte de equipos de Tercera División como DUX Internacional de Madrid, AD Parla, AD Alcorcón 'B' y Alcobendas Sport. 
En enero de 2018, firmó por el CF Rayo Majadahonda de la Segunda División B, con el que logró el ascenso a Segunda División.
En la temporada 2018-19, firma por el Lorca FC de la Tercera División. El lateral derecho disputó 37 partidos y marcó tres goles en el Grupo XIII de Tercera División.
En la temporada 2019-20, el lateral derecho llega al Real Murcia CF de Segunda División B.
El 17 de junio de 2020, Álvaro se unió al Burgos Club de Fútbol de la Segunda División B.
En la temporada 2020-21, jugaría 25 partidos en la Segunda División B.
El 23 de mayo de 2021, logra por segunda vez el ascenso a la Segunda División de España, tras vencer en la final de la eliminatoria de ascenso al Bilbao Athletic en el Estadio Francisco de la Hera de Almendralejo.
El 19 de julio de 2022, firma por el Albacete Balompié de la Segunda División de España por dos temporadas.

## Clubes
| Club                        | País   | Año             |
| --------------------------- | ------ | --------------- |
| DUX Internacional de Madrid | España | 2013-2014       |
| AD Parla                    | España | 2014-2016       |
| AD Alcorcón "B"             | España | 2016-2017       |
| Alcobendas Sport            | España | 2017-2018       |
| CF Rayo Majadahonda         | España | 2018            |
| Lorca FC                    | España | 2018-2019       |
| Real Murcia CF              | España | 2019-2020       |
| Burgos Club de Fútbol       | España | 2020-2022       |
| Albacete Balompié           | España | 2022-Actualidad |